# Jerzy Dera
Jerzy Dera (ur. 9 kwietnia 1933 w Mosinie) – polski uczony, fizyk, oceanograf, profesor nauk o Ziemi. 

## Życiorys
Ukończył w 1956 roku Uniwersytet im. Adama Mickiewicza w Poznaniu. Stopień profesora nauk o Ziemi uzyskał dwadzieścia lat później. Członek korespondent krajowy Polskiej Akademii Nauk od 1991 roku, członek rzeczywisty tej instytucji od 2002 roku. Pracownik Instytutu Oceanologii PAN w Sopocie. Jeden z redaktorów naczelnych czasopisma „Oceanologia”, oraz autor artykułów zamieszczanych w tym piśmie. Przedmiotem jego badań naukowych jest szeroko pojęta oceanologia oraz fizyka morza. 

## Wybrane prace
Promotor następujących prac badawczych:
- Modelowanie właściwości optycznych sfalowanej powierzchni morza
- Zmienność dopływu energii słonecznej do Południowego Bałtyku
- Transmisja światła w wodach Bałtyku Południowego
- Fluktuacje oświetlenia słonecznego w Morzu Bałtyckim

## Ordery i odznaczenia
- Krzyż Oficerski Orderu Odrodzenia Polski (2003)
- Krzyż Kawalerski Orderu Odrodzenia Polski (1988)
- Złoty Krzyż Zasługi (1978)
- Złoty Medal Uniwersytetu Gdańskiego „Doctrinae Sapientae Honestati” (2023)[6]
- Medal im. prof. Kazimierza Demela, za osiągnięcia w rozwoju badań w dziedzinie morza (2002)

## Nagrody i wyróżnienia
- Nagroda Polskiego Towarzystwa Meteorologicznego i Hydrologicznego (1965)
- Nagroda Polskiego Towarzystwa Fizycznego (1971)
- Nagroda Wydziału Nauk Ścisłych i Nauk o Ziemi PAN (1971)
- Nagroda Sekretarza Naukowego PAN (trzykrotnie: 1973, 1979, 1984)
- Nagroda Ministerstwa Edukacji Narodowej (1990)
- Nagroda Prezesa Rady Ministrów (2004)

Źródło:.

## Upamiętnienie
Lodospad na Wyspie Króla Jerzego został nazwany nazwiskiem Jerzego Dery. 